# Unione Sportiva Internazionale Napoli 1911-1912
Questa voce raccoglie le informazioni riguardanti l'Unione Sportiva Internazionale Napoli nelle competizioni ufficiali della stagione 1911-1912.

## Stagione
Nel 1911 alcuni soci dissidenti del Naples, fondarono un nuovo club, l'Unione Internazionale Napoli. Successivamente nel 1922 i due club si fonderanno dando vita all'Internaples.

I soci fondatori furono Hector Bayon, Steinegger, Luigi Stolte (che fu il primo presidente), Willy, Francesco Dresda, Augusto Barbati (successore di Stolte alla presidenza) e Adolfo Reichlin.

## Divise
| Manica sinistra · Manica sinistra · Maglietta · Maglietta · Manica destra · Manica destra · Pantaloncini · Calzettoni · Calzettoni |

## Organigramma societario
Area direttiva
- Presidente:
- Direttore sportivo:  Stolte poi  Augusto Barbati
- Dirigenti:

Area tecnica
- Allenatore:

## Rosa
| N. |                           | Ruolo | Calciatore         |
| -- | ------------------------- | ----- | ------------------ |
|    | Italia (bandiera)         | P     | Giuseppe Cangiullo |
|    | Svizzera (bandiera)       | D     | Hans Jenni         |
|    | Italia (bandiera)         |       | Hector Bayon       |
|    | Italia (bandiera)         |       | Catterina          |
|    | Italia (bandiera)         |       | De Rosa            |
|    | Italia (bandiera)         |       | Francesco Dresda   |
|    | Inghilterra (bandiera)    |       | Fawles             |
|    | non conosciuta (bandiera) |       | Jager              |
|    | non conosciuta (bandiera) |       | Kock               |

| N. |                           | Ruolo | Calciatore             |
| -- | ------------------------- | ----- | ---------------------- |
|    | non conosciuta (bandiera) |       | Little                 |
|    | Italia (bandiera)         |       | Mascoli                |
|    | Italia (bandiera)         |       | Matacena               |
|    | non conosciuta (bandiera) |       | Osterman               |
|    | Italia (bandiera)         |       | Adolfo Reichlin        |
|    | Italia (bandiera)         |       | Giovanni Serracapriola |
|    | non conosciuta (bandiera) |       | Steinegger             |
|    | non conosciuta (bandiera) |       | Willy                  |

## Statistiche

### Statistiche di squadra
| Competizione      | Punti | In casa | In casa | In casa | In casa | In casa | In casa | In trasferta | In trasferta | In trasferta | In trasferta | In trasferta | In trasferta | Totale | Totale | Totale | Totale | Totale | Totale | DR |
| Competizione      | Punti | G       | V       | N       | P       | Gf      | Gs      | G            | V            | N            | P            | Gf           | Gs           | G      | V      | N      | P      | Gf     | Gs     | DR |
| ----------------- | ----- | ------- | ------- | ------- | ------- | ------- | ------- | ------------ | ------------ | ------------ | ------------ | ------------ | ------------ | ------ | ------ | ------ | ------ | ------ | ------ | -- |
| Seconda Categoria | 5     | ?       | ?       | ?       | ?       | ?       | ?       | ?            | ?            | ?            | ?            | ?            | ?            | 5      | 2      | 2      | 1      | 10     | 10     | 0  |
| Totale            | ?     | ?       | ?       | ?       | ?       | ?       | ?       | ?            | ?            | ?            | ?            | ?            | ?            | ?      | ?      | ?      | ?      | ?      | ?      | ?  |

### Statistiche dei giocatori
| Giocatore        | Seconda Categoria | Seconda Categoria |
| Giocatore        | Presenze          | Reti              |
| ---------------- | ----------------- | ----------------- |
| G. Cangiullo     | ?                 | ?                 |
| Catterina        | ?                 | ?                 |
| H. Bayon         | ?                 | ?                 |
| De Rosa          | ?                 | ?                 |
| F. Dresda        | ?                 | ?                 |
| Fawles           | ?                 | ?                 |
| Jager            | ?                 | ?                 |
| H. Jenni         | ?                 | ?                 |
| Kock             | ?                 | ?                 |
| Little           | ?                 | ?                 |
| Mascoli          | ?                 | ?                 |
| Matacena         | ?                 | ?                 |
| Osterman         | ?                 | ?                 |
| A. Reichlin      | ?                 | ?                 |
| G. Serracapriola | ?                 | ?                 |
| Steinegger       | ?                 | ?                 |
| Willy            | ?                 | ?                 |